# Ruben Binam
Ruben Binam, de son nom complet Ruben Binam Bikoï est un pianiste, producteur, entrepreneur et promoteur d’espace culturel camerounais. Il est connu de la scène jazz et musiques du monde au Cameroun et en Afrique.

## Biographie

### Enfance, éducation et débuts
Ruben Binam naît le 21 juillet à Yaoundé au Cameroun. Il est issu d'une famille passionnée d'art, dont le père organisait pour ses frères et lui tous les weekends, des classes de chant et sa mère, excellente chanteuse, s'est consacrée à la médecine tout en restant une fine collectionneuse[non neutre] d'art. Dès le jeune âge, il est attiré par le dessin, la peinture mais il finit par craquer pour la musique à la suite du visionnage du making-off de We Are the World et de Thriller de Michael Jackson. Il évolue en autodidacte avec pour rêve de devenir chef d’orchestre.
Le 18 mai 1996 à Yaoundé, il crée avec d'autres artistes le groupe Macase qu'il dirige pendant 15ans,.

### Carrière musicale
Ruben Binam est le premier producteur des X-Maleya.

### Style musical et influences
Au cours de son apprentissage en autodidacte, il connait les influences de Duke Elington, Manu Dibango, Keith Jarrett, Thélonious Monk. De ses influences, Manu Dibango est considéré comme son mentor. Il préfère les sonorités du continent africain.

### Entrepreneuriat
Ruben Binam est à l'initiative de plusieurs projets[pas clair]. Il est à la tête de la plateforme Alizés Equateur Records, également le promoteur du centre culturel Ubuntu et, il gère le collectif éponyme Ruben Binam & The Kemit 7, qui compte en 2017 une quarantaine d'albums.

## Discographie

### Décembre 2022
1. My life my songs acoustic[11]
2. Ne crains rien je t'aime[12]
3. Cameroon forever[13]
4. Silent[14]
5. Electro Jungle[15]
6. Partager[16]
7. Ndab yem[17]
8. Esquisses au piano[18]
9. Sunrise[19]
10. African heritage[20]

### Mai 2022
1. Mosaik[21]
2. Origins[22]

### Mai 2020
1. Après la pluie[23]
2. Fidèle bo charles[24]
3. African new age[25]

### Aout 2016
1. Welcome[26]